# Meux (Belgique)
Pour les articles homonymes, voir Meux.
Meux (en wallon Meu) est une section de la commune belge de La Bruyère située en Région wallonne dans la province de Namur.
C'était une commune à part entière avant la fusion des communes de 1977.

## Géographie

### Situation
Le village de Meux est situé en Moyenne Belgique, dans le nord de la province de Namur. Il fait donc partie de la Hesbaye.
Plus précisément, le village de Meux est situé à 9,5 km au nord-ouest d'Éghezée, son chef-lieu de canton, et à 11 km au nord-est de Gembloux. Il fit partie du canton de paix de Dhuy, de 1801 à 1848, date à laquelle Éghezée reprit son titre et redevint le siège de justice de paix.

### Superficie
Sa superficie couvre 1 218 hectares. Il s'étire sur près de 4 kilomètres depuis la limite de Liernu ("dans les parts"), jusqu'à celle de Saint-Denis ("Bawtia"). C'était après le village de Rhisnes qui comptait 1 320 hectares, le village le plus étendu du canton d'Éghezée. Il est borné au nord par Liernu, au nord-est par Saint-Germain, à l'est par Dhuy, au sud-est par Villers-lez-Heest, au sud par Émines, au sud-ouest par Bovesse, à l'ouest par Saint-Denis et au nord-ouest par Beuzet.

### Altitude
L'altitude, au seuil de l'église, est de 173 mètres. La côte de 185 mètres est atteinte à l'ouest du village, du côté de la Laustaille.

### Hydrographie
Le village est traversé par le "Warichet", un petit ruisseau. La Mehaigne traverse le territoire de Meux, mais ce village appartient par sa partie occidentale au bassin de l'Orneau. L'Orneau, dont le nom indique la vallée des ornes et des aulnes, prend ses sources à 800 m au nord des Six-Chemins à Meux et à Grand-Leez.

## Évolution démographique
- Source: DGS, 1831 à 1970=recensements population, 1976= habitants au 31 décembre

### Gentilés
Il existe deux gentillés pour les habitants de Meux : 
- Meuti (la forme la plus ancienne)[1],[2];
- Meutois(e)[3].

## Patrimoine et culture

### Patrimoine architectural
- Eglise Notre-Dame de l'Assomption. Construite en 1890 en style néo-romane[4].
- Ferme de Raudine, rue de Sclef. Propriété au XVIIIe siècle des seigneurs du lieu les Jamblinne depuis 1753[5].
- Château de Mehaignoule. Siège d'une seigneurie hautaine comprenant aussi Matignée et Trispée, seigneuries concédées en 1753 au seigneur de Meux et de Noville Herman Joseph[6].

## Sports et vie associative

### Sports
Le Royal Football Club de Meux évolue en Division 2 Amateur.